# Winter-Universiade 1989
Die Winter-Universiade 1989 fand vom 2. März bis 12. März 1989 in Sofia statt.

## Sportarten
Es fanden 40 Medaillenentscheidungen in 8 Sportarten statt:
- Biathlon
- Eishockey
- Eiskunstlauf
- Nordische Kombination
- Shorttrack
- Ski Alpin
- Skilanglauf
- Skispringen

## Medaillenspiegel
| Platz  | Mannschaft                      | Gold | Silber | Bronze | Gesamt |
| ------ | ------------------------------- | ---- | ------ | ------ | ------ |
| 1      | Sowjetunion                     | 10   | 10     | 10     | 30     |
| 2      | Tschechoslowakei                | 7    | 6      | 2      | 15     |
| 3      | Volksrepublik China             | 5    | 2      | 6      | 13     |
| 4      | Südkorea                        | 4    | 3      | 2      | 9      |
| 5      | Jugoslawien                     | 3    | 1      | –      | 4      |
| 6      | Deutsche Demokratische Republik | 3    | –      | –      | 3      |
| 7      | Italien                         | 2    | 3      | 1      | 6      |
| 8      | Japan                           | 2    | 1      | 3      | 6      |
| 9      | Bulgarien                       | 1    | 3      | –      | 4      |
| 10     | Österreich                      | 1    | 2      | 1      | 4      |
| 11     | BR Deutschland                  | 1    | –      | 3      | 4      |
| 12     | Frankreich                      | 1    | –      | –      | 1      |
| 13     | Vereinigte Staaten              | –    | 5      | 8      | 13     |
| 14     | Polen                           | –    | 2      | –      | 2      |
| 15     | Schweiz                         | –    | 1      | 1      | 2      |
| 15     | Nordkorea                       | –    | 1      | 1      | 2      |
| 17     | Finnland                        | –    | –      | 1      | 1      |
| 17     | Schweden                        | –    | –      | 1      | 1      |
| Gesamt | Gesamt                          | 40   | 40     | 40     | 120    |